# Neptun (zeu)
Neptun (în latină Neptūnus,Poseidon [nɛpˈtuːnʊs]) a fost zeul apelor și mărilor în religia romană. El este omologul zeului grec Poseidon. Potrivit tradiției de influență grecească, Neptun era fratele lui Jupiter și Pluto; frații stăpâneau Cerul, lumea pământească și lumea subterană. Salacia a fost soția lui.
Reprezentările lui Neptun în mozaicurile romane, mai ales cele din Africa de Nord, sunt influențate de convențiile elenistice. Neptun a fost probabil asociat inițial cu izvoarele de apă dulce. La fel ca și Poseidon, Neptun a fost venerat de romani ca un zeu al cailor, sub numele de Neptunus Equester, fiind considerat un patron al curselor hipice.

## Cultul lui Neptun

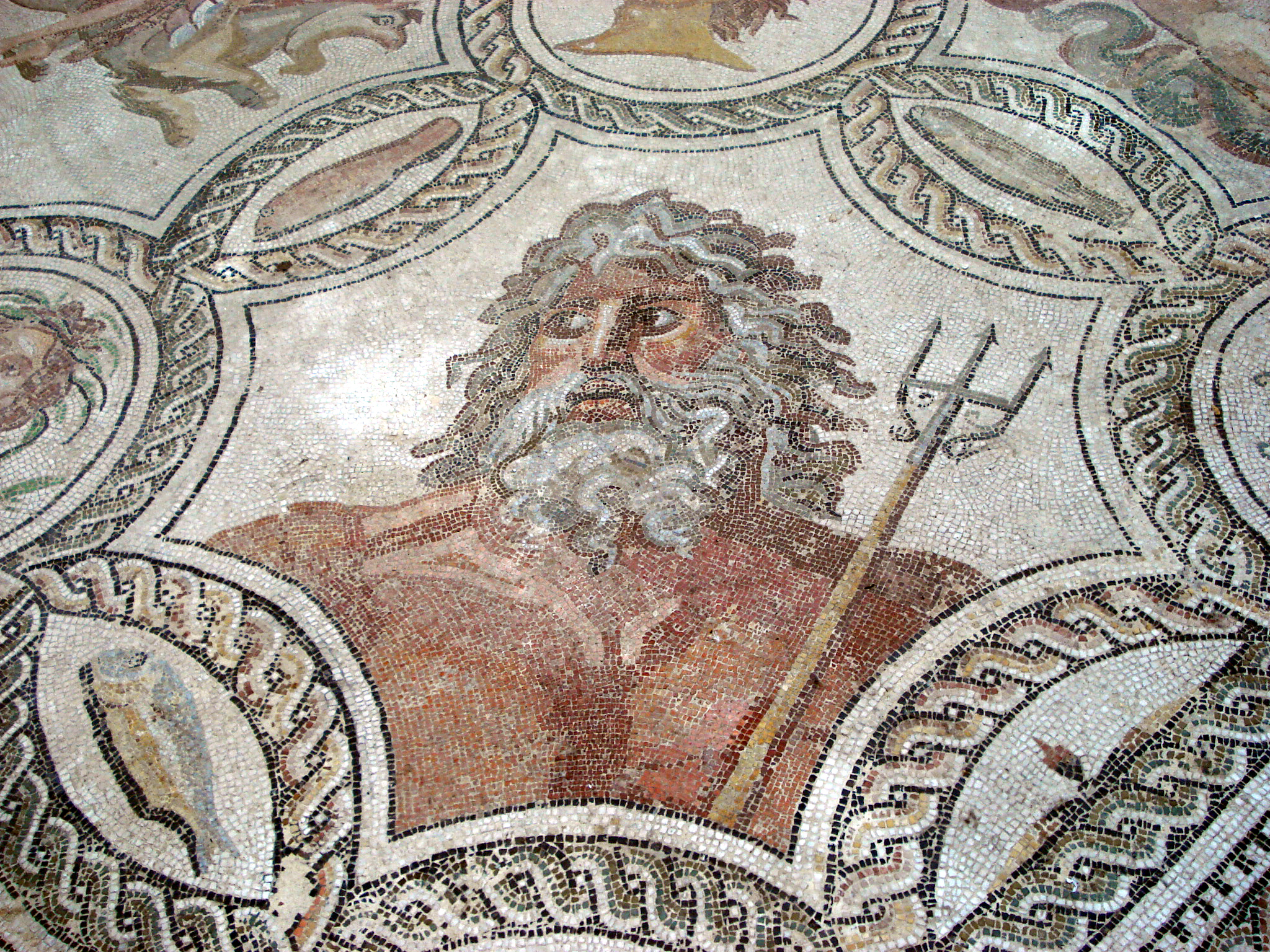
Mozaicul lui Neptun (Muzeul Regional de Arheologie Antonio Salinas din Palermo)

Teologia lui Neptun poate fi reconstruită numai până la un anumit grad, deoarece el a fost identificat, de foarte devreme, cu zeul grec Poseidon: prezența lui în ceremonia lectisternium în anul 399 î.Hr. atestă acest fapt. O astfel de identificare poate fi fundamentată pe relația strictă dintre teologiile latină și greacă ale celor două zeități. S-a susținut că popoarele indo-europene, care nu aveau cunoștințe directe referitoare la mare deoarece proveneau din zone îndepărtate de mare, au reluat teologia unei zeități htonice sau a unei zeități care patrona apele dulci ca zeu al mării. Această caracteristică a fost păstrată deosebit de bine în cazul lui Neptun, care a fost cu siguranță un zeu al izvoarelor, lacurilor și râurilor, înainte de a deveni și zeul mării, așa cum rezultă din descoperirile a numeroaselor inscripții din apropierea unor astfel de locuri geografice. Gramaticianul Servius a precizat, de asemenea, în mod explicit că Neptun este responsabil cu toate râurile, izvoarele și apele. El este, de asemenea, zeul cailor deoarece a lucrat alături de Minerva la fabricarea carului roman.
Poseidon a trecut, pe de altă parte, prin procesul transformării într-un zeu principal al mării încă mai demult, fiind prezentat astfel în Iliada.
În vremurile mai vechi zeului Portunus sau Fortunus i se mulțumea pentru victoriile navale, dar Neptun l-a înlocuit în această calitate cel puțin din secolul I î.Hr. când Sextus Pompeius s-a autodenumit „fiul lui Neptun”. Pentru un timp el a fost venerat în pereche cu Salacia, zeița apei sărate.

Un mozaic roman pe un perete al Casei lui Neptun și a Amfitritei din Herculaneum, Italia

### Temple
În Roma Neptun a avut doar un singur templu. El se afla lângă Circus Flaminius, pista de curse hipice situată în partea sudică a Campus Martius. Templul exista deja în anul 206 î.Hr. și este reprezentat pe o monedă emisă de Gn. Domitius Ahenobarbus în jurul anului 40 î.Hr. fără îndoială pentru acest personaj istoric s-a ocupat cu restaurarea lui. În templu se afla o celebră sculptură a unui grup marin realizată de Scopas Minore. Basilica Neptuni a fost construită ulterior de generalul Agrippa pe locul unde fusese Campus Martius în memoria victoriei navale de la Actium. Această clădire a înlocuit vechiul templu, care înlocuise, la rândul său un altar mai vechi.

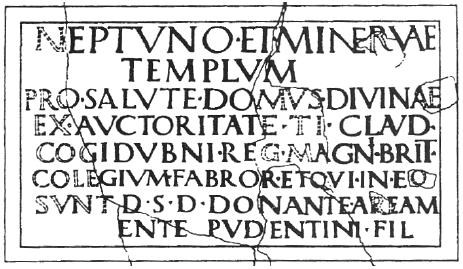
Inscripție de la Chichester care menționează (în traducere română): „Lui Neptun și Minervei, pentru bunăstarea Casei Divine, prin autoritatea lui Tiberius Claudius Cogidubnus, marele rege al Britaniei, membrii asociației meșteșugarilor au ridicat acest templu din propriile lor resurse [...] ens, fiul lui Pudentinus, a donat acest loc.

### Sacrificii
Neptun este unul dintre cei doar patru zei romani cărora era necesar să li se sacrifice tauri, ceilalți trei fiind Apollo, Marte și Jupiter, deși lui Vulcan i s-a permis, de asemenea, să i se ofere un taur roșu și un vițel roșu. Jertfa greșită necesita un piaculum. Tipul jertfei implica o legătură mai strictă între divinitate și lumea pământească.